# Arndt Krupp von Bohlen und Halbach
Arndt von Bohlen und Halbach (ur. 24 stycznia 1938 w Charlottenburgu, zm. 8 maja 1986 w Monachium) – niemiecki przedsiębiorca i filantrop. Ostatni spadkobierca rodu niemieckich przemysłowców Krupp. 

## Życiorys
Jedyny syn Alfrieda Kruppa (1907–1967) i Anneliese Lampert (1909–1998). W związku z rozwodem rodziców i późniejszym osadzeniem ojca w więzieniu, spędził swoje dzieciństwo pod wyłączną opieką matki. 
Uczęszczał do prywatnych szkół z internatem; początkowo do Schule Schloss Stein w Traunreut w Bawarii, a następnie do szwajcarskiego liceum Alpinum w Zuoz, które ukończył w 1958. Studiował ekonomię, zarządzanie i prawo na Uniwersytecie we Fryburgu Bryzgowijskim i Monachium. Odbywał staże i praktyki w różnych obszarach rodzinnego przedsiębiorstwa Friedrich Krupp AG, co miało przygotować go zarządzania rodzinnym majątkiem.
W 1966 roku został przekonany przez Bertholda Beitza do zrzeczenia się praw do spadku po ojcu i rodzinnej firmy o łącznej wartości 3 miliardów marek na rzecz fundacji Alfried Krupp von Bohlen und Halbach-Stiftung. W zamian otrzymywał coroczną gratyfikację finansową w wysokości 2 milionów marek niemieckich, został jednak pozbawiony prawa do używania nazwiska Krupp.
Mimo swojej homoseksualnej orientacji, 14 lutego 1969 roku poślubił austriacką arystokratkę Henriette von Auersperg (1933–2019). Małżeństwo pozostało bezdzietne.
Prowadził rozrzutne życie między swoimi rezydencjami w Niemczech, a Palm Beach, Bangkokiem i Marrakeszem. Wielokrotnie poddawał się operacjom plastycznym. Prowadził również działalność filantropijną, wspierając ubogich w Tajlandii i na Filipinach czy katolickich uchodźców podczas wojny domowej w Libanie.
Arndt von Bohlen und Halbach w 1980 roku zachorował na chłoniaka. Dwa lata później przeszedł na katolicyzm. 8 maja 1986 zmarł w klinice Grosshadern w Monachium na raka dna jamy ustnej. Następnie został pochowany w krypcie na zamku Blühnbach.